# Hannah Espia
Hannah Espia-Farbova, née le 15 mai 1987 à Manille, est une réalisatrice philippine.
Elle a notamment réalisé le film Transit (en).